# Jä-soo!
Jä-soo! ist der Titel eines Schweizer Tonfilms, den Leopold Lindtberg 1934/35 für Lazar Wechslers Zürcher Praesens-Film realisierte. Das Drehbuch verfassten Max Werner Lenz und Walter Lesch, der auch Co-Regisseur war; an der Kamera stand Emil Berna. Der Busoni-Schüler Robert Blum komponierte die Filmmusik.
In der Dialektkomödie wirkten bedeutende Schweizer Schauspieler mit, so Emil Hegetschweiler in der Hauptrolle des Krämers Stäubli, der Kabarettist und Autor Max Werner Lenz und die Kabarettistin Elsie Attenhofer, die beide am Zürcher Cabaret Cornichon auftraten, ebenso wie Walter Lesch und Zarli Carigiet, der jüngere Bruder des Malers Alois Carigiet, welcher im Film seinen Vater spielte und beim Cornichon Kulissen und Plakate gestaltete.
Jä-soo! beruhte auf einem Stereotyp, das sich durchweg in den Schweizer Filmen der 1930er Jahre wiederfindet: der moralischen Überlegenheit des Landes gegenüber der Stadt.

## Handlung
Der Krämer Jakob Stäubli (Emil Hegetschweiler) möchte wieder in der Nähe seiner Tochter Nellie (Elsie Attenhofer) leben, die in Zürich in einem Schönheitssalon arbeitet. Deshalb verkauft er seinen Laden und zieht mit seiner Frau Frieda (Hedwig Keller) weg von seinem kleinen Dorf in die grosse Stadt.
Die wird als ein Ort dargestellt, wo wenig vertrauenswürdige Elemente zuhause sind. Einer von diesen «Müssiggängern, Nichtsnutzen und Schlaumeiern» ist André Brugger (Fritz Ritter), mit dem Nellie zusammen wohnt: ein hochstaplerischer Basler, der nicht viel von ehrlicher Arbeit hält. Er hat es weniger auf Nellie als auf das Geld ihres Vaters abgesehen. Doch der alte Stäubli mit seinem gesunden Menschenverstand braucht nicht lange, um ihn zu durchschauen.
Bei dieser Gelegenheit hinterfragt er auch kritisch grossstädtische Erscheinungen wie die Regeln des modernen Verkehrs, des Eishockeyspiels sowie der Kosmetik- und Tanzsalons «in einer sehenswerten Donquichotterie».
Im Wagen von Xaver Casutt (Zarli Carigiet), einem bodenständigen Bündner, der einmal Nellies Jugendliebe war, kehren die Stäublis aufs Land zurück, wo es sicher ist.

## Produktionsnotizen
Die Dreharbeiten zu Jä-soo! umfassten die Monate Januar bis März 1935. Die Innenaufnahmen entstanden im Filmstudio an der Löwenstrasse (Zürich), die Aussenaufnahmen an weiteren Drehplätzen Zürichs und in Hausen am Albis. Die Uraufführung fand am 20. März 1935 im Zürcher Apollo-Kino statt. In Deutschland konnte man den Streifen unter dem Titel Ja sooo! sehen.
Die Bauten schufen Robert Furrer und Werner Dressler. Schauspieler Fritz Ritter diente überdies als Regieassistent.
Mit diesem Film begann die rund anderthalb Jahrzehnte währende, in den Jahren des Zweiten Weltkriegs überaus fruchtbare Zusammenarbeit zwischen dem Wahlschweizer Theaterregisseur Leopold Lindtberg und dem Wahlschweizer Filmproduzenten Lazar Wechsler. Die Produktionskosten lagen mit 85'000 Schweizer Franken sehr niedrig, was nicht zuletzt daran lag, dass der Film relativ flott heruntergedreht wurde. Regisseur Lindtberg musste zu den Dreharbeiten jedes Mal von den Theaterproben für zwei Stücke von Gogol und Tschechow am Zürcher Schauspielhaus kurzfristig abgezogen werden. Jä-soo! war Lindtbergs erste Inszenierung bei der einzigen bedeutsamen Filmproduktionsgesellschaft der Schweiz. Als Co-Regisseur wurde ihm der Zürcher Walter Lesch beigegeben, angeblich, weil der gebürtige Wiener Lindtberg «des Schweizerischen noch nicht so ganz mächtig war».
Der Film war ein grosser Publikumserfolg und etablierte nunmehr endgültig den Dialektfilm als Urschweizer Filmgenre. Er lief zunächst fünf Wochen en suite und wurde anschliessend um zwei Monate verlängert. «Vor allem aber lebt der Film dank der Leistung Emil Hegetschweilers, einem über drei Jahrzehnte hinweg äusserst populären Charakterdarsteller, der als verschmitzter, verdutzter oder empörter Kleinbürger durch einen ganze Hagel erheiternder Prüfungen stapft.»
Mit Wie d’Warret würkt (Regie: Richard Schweizer/Walter Lesch) war die 1924 gegründete Zürcher Praesens-Film 1933 das Wagnis eingegangen, einen Film ausschliesslich für den Deutschschweizer Markt zu produzieren, und hatte damit ein erfolgreiches Filmgenre begründet: die Dialektkomödie.
Beim modernen Dancing in Zürich spielt im Film Walter Baumgartners Kapelle The Magnoliens, die häufig im Zürcher Varieté-Theater Corso auftrat.
Jä-soo! wurde im Sommer 2018 vom Schweizer Radio und Fernsehen in Zusammenarbeit mit der Cinemathèque Suisse, dem Verein Memoriav sowie Praesens Film vollständig restauriert. Die Uraufführung der restaurierten Fassung des Dialektspielfilms fand am 4. Oktober 2018 im Rahmen des Zurich Film Festivals statt.

## Rezeption
Mit dem Genre des Dialektfilms bildete sich die vorerst einzige wirklich dauerhafte Originalität des Schweizer Films heraus. Für die deutschsprachige Mehrheit des Landes gewann diese besondere Gattung eine identitätsstiftende Wirkung. Insbesondere vor und während des Zweiten Weltkriegs erlangte der Dialektfilm ein besonderes kulturpolitisches Gewicht (Geistige Landesverteidigung), denn das Bedürfnis nach Abgrenzung gegenüber Deutschland äusserte sich auch in einer stärkeren Betonung der Mundart.
«Inhaltlich zeigte der Film ein charakteristisches Merkmal des Schweizer Films dieser Zeit: Das Land-Stadt-Gefälle. Die Stadt wurde oft als Hort des moralischen Übels, als gefährlicher Ort für anständige Mädchen und als Heimat zwielichtiger Figuren dargestellt. […]  ‹Anständige› Schweizer Familien waren in den Filmen fast immer kleinbürgerlich, gutmütig, etwas langsam, aber treusorgend, naturverbunden und mit grossem Familiensinn.»
Leopold Lindtberg war von Lazar Wechsler als Regisseur von der Bühne zum Film geholt worden.
«War Lindtbergs Theaterarbeit in Zürich die konsequente Fortführung seiner Tätigkeit an verschiedenen deutschsprachigen Bühnen, so war seine Filmkarriere keineswegs vorgezeichnet. Von seiner einzigen frühen Filmarbeit, einem Kurzfilm aus Anlass von Goethes 100. Geburtstag, soll er später selbst gesagt haben, es sei wohl besser, dass er verschollen sei. Eher ein Zufall (und ein weiterer Glücksfall) war es, dass der Drehbuchautor und Regisseur Walter Lesch auf der Suche nach einem in der Schauspielerführung erfahrenen Co-Regisseur für seine zweite Dialektfilmkomödie, «Jä-soo!» (1935), auf den Schweizerdialekt verstehenden Österreicher Lindtberg stiess.» (Martin Girod in NZZ)
«Mit der Verfilmung eines Zürcher Dialektschwanks beginnt Lindtbergs kinematografische Karriere, die von Schweizer Behörden noch mit einigen Vorbehalten bedacht wird. Der große Publikumserfolg des kabarettistischen Szenarios lässt diese jedoch rasch verstummen.» (gk)
Filmsprachlich war man zwar noch etwas im Rückstand: Jä-soo! wirkte aufgrund der wie abgelesen wirkenden Dialoge und der inhaltlich kaum miteinander verbundenen Szenen eher wie eine Kabarettaufnahme als ein richtiger Spielfilm.
«Eine der filmischen Qualitäten Lindtbergs lässt sich – zwischen vielen unbeholfenen Szenen – bereits in Jä-soo! ablesen: sein Sinn für das Atmosphärische. In den folgenden Filmen bewährte sich vor allem der leicht ironisch-distanzierte, aber liebevolle Blick auf Schweizerisches und Allzuschweizerisches.» (Martin Girod in NZZ)
Jä-soo! kam beim Schweizer Publikum zwar gut an, war filmisch jedoch eher ein Lehrbeispiel für die Tücken des Kabaretts als Filmgrundlage. Der Film fiel mit papierenen Dialogen und einer «Nummer-für-Nummer»-Abfolge auf. […] Trotz aller formaler Schwächen des Kabarettfilms war er beim Publikum äusserst beliebt. Der Grund lag in der Besetzung der Rollen, die in zahlreichen Filmen von Mitgliedern des Cabaret Cornichon, einer «nationalen Institution» dieser Jahre, übernommen wurden.
Während Jahrzehnten setzte der vornehmlich in Zürich produzierte Schweizer Spielfilm einzelne Mundarten als Clichés ein, was nicht ohne Vereinfachung abging: Der Basler ist der Bösewicht, der Ostschweizer kleinkariert, der Bündner charmant, aber gelegentlich aufbrausend. […] Bereits in Jä-soo! (Walter Lesch, Leopold Lindtberg, 1935), dem ältesten erhaltenen Dialektfilm, wurde das Publikum mit der Figur des «bösen Baslers» bekannt gemacht. (Felix Aeppli: Vorsicht Baseldeutsch!)
«Lesch intuisce che non è ancora il tempo per realizzare opere a grosso budget, ma che l’unico spazio per una produzione nazionale è quello di film „semplici e sinceri“. In quest’ottica nasce questo secondo lungometraggio in dialetto zurighese made in Praesens (il primo era stato „Wie d’Warret würkt“ sempre di Lesch). Il film dalla trama futile e dalla realizzazione dilettantesca riuscirà comunque a coprire le spese di produzione, ma soprattutto vedrà riuniti quelli che diventeranno di l a poco i principali collaboratori di Lindtberg. Dopo il film Lindtberg riprende le regie teatrali con opere di spessore come „Caesar in Rüblikon“, parodia di un piccolo tiranno che vuole instaurare la dittatura nell’ Oberland zurighese …» (Circolo del Cinema di Bellinzona)
Der Film wurde im Januar 2000 nach seiner Ausstrahlung durch den Fernsehsender SF 1 in schweizerdeutscher Sprache von der Praesens-Film Zürich auf VHS wiederveröffentlicht.
Der Berner Moderator Stefan Theiler bei »Radio Rabe« präsentierte im Februar 2012 in seiner Sendefolge «Heilsame Filme im Ohr» Jä-soo! als Hörspiel.

## Weitere Kritiken
Jä-soo! ist … ein Dialektschwank, dessen Drehbuch bloss als Rahmen für Ulkszenen dient, dennoch markiert er einen Meilenstein in der Geschichte der Praesens. Mit ihm tritt der Wiener Leopold Lindtberg auf den Plan, jener Theatermann und gelegentlicher Filmschaffende also, der die künstlerische Produktion der Kriegsjahre am nachhaltigsten beeinflussen wird. (…) Lindtbergs Lehrstück ist weniger als unscheinbar: mit der neuen Technik hat er offensichtlich noch Mühe, das Erzählen via Montage ist ihm unbekannt, zudem setzt die Enge des Studios den Kamerawinkeln und -Bewegungen und der Tiefenschärfe Grenzen. (…) …hölzerne und unnötige Dialoge bremsen den Handlungsfluss, die Kamera zeigt das Offensichtliche oder zeichnet sklavisch «Nummern» auf. (…) Jä-soo! zielt auf die Lachmuskeln der breiten Masse – mit besten Resultaten, will man dem einstimmigen Urteil der Presse glauben.

Im Lexikon des internationalen Films heisst es: «Erster Kinofilm des in die Schweiz emigrierten, später international sehr erfolgreichen Regisseurs Lindtberg; bieder inszeniert und banal entwickelt.»